# Eurydera
Eurydera is een geslacht van kevers uit de familie van de loopkevers (Carabidae). De wetenschappelijke naam van het geslacht is voor het eerst geldig gepubliceerd in 1831 door Laporte.

## Soorten
Het geslacht Eurydera omvat de volgende soorten:
- Eurydera acutispina (Fairmaire, 1868)
- Eurydera alluaudi Jeannel, 1949
- Eurydera ambreana Mateu, 1973
- Eurydera armata Castelnau, 1831
- Eurydera bimaculata Jeannel, 1949
- Eurydera catalai Jeannel, 1949
- Eurydera crispatifrons (Fairmaire, 1896)
- Eurydera cuspidata (Klug, 1835)
- Eurydera ebenina Mateu, 1973
- Eurydera femorata (Klug, 1833)
- Eurydera fossulata Mateu, 1973
- Eurydera foveicollis Jeannel, 1949
- Eurydera heimi Jeannel, 1949
- Eurydera inermis Castelnau, 1835
- Eurydera jeanneli Mateu, 1973
- Eurydera latipennis (Klug, 1835)
- Eurydera longispina Jeannel, 1949
- Eurydera lugubrina Fairmaire, 1899
- Eurydera madecassa Mateu, 1973
- Eurydera mormolycoides (Chevrolat, 1851)
- Eurydera ocularis (Fairmaire, 1868)
- Eurydera olsoufieffi Jeannel, 1949
- Eurydera ornatipennis (Fairmaire, 1897)
- Eurydera peyrierasi Mateu, 1973
- Eurydera rufotincta (Fairmaire, 1868)
- Eurydera rugiceps Jeannel, 1949
- Eurydera sicardi Jeannel, 1949
- Eurydera sublaevis Castelnau, 1835
- Eurydera sulcicollis Mateu, 1973
- Eurydera suturalis Jeannel, 1949
- Eurydera unicolor (Klug, 1833)